# Mumfordia monticola
Mumfordia monticola is een keversoort uit de familie schimmelkevers (Latridiidae). De wetenschappelijke naam van de soort werd in 1935 gepubliceerd door Elwood Curtin Zimmerman.